# Брунсторф
Брунсторф (њем. Brunstorf) општина је у њемачкој савезној држави Шлезвиг-Холштајн. Једно је од 131 општинског средишта округа Херцогтум Лауенбург. Према процјени из 2010. у општини је живјело 628 становника. Посједује регионалну шифру (AGS) 1053017.

## Географски и демографски подаци
Брунсторф се налази у савезној држави Шлезвиг-Холштајн у округу Херцогтум Лауенбург. Општина се налази на надморској висини од 47 метара. Површина општине износи 13,8 km². У самом мјесту је, према процјени из 2010. године, живјело 628 становника. Просјечна густина становништва износи 46 становника/km².